# 신문 아카하타

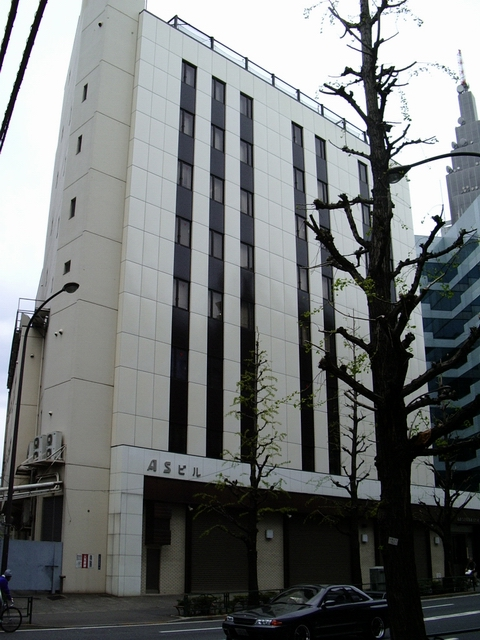
신문 아카하타의 편집국이 입주해 있는 도쿄의 AS 빌딩.

신문 아카하타(일본어: しんぶん赤旗, しんぶんあかはた)는 일본공산당 중앙위원회에서 발행하는 일간 기관지이다. 이전에는 통칭 "아카하타"(赤旗)로 불렸으며 영문 명칭은 "The AKAHATA"이다.
1928년 2월 1일에 창간되었으며 세계 10개국의 수도(런던, 파리, 베를린, 카이로, 뉴델리, 하노이, 베이징, 멕시코 시티, 워싱턴 D.C.)에 지국을 갖고 있다.